# Sommarkväll
Sommarkväll är ett prat- och matprogram som sändes i Sveriges Television sedan 2009. Somrarna 2009 och 2010 var Anne Lundberg programledare och programmet sändes från Ystad Saltsjöbad.
Programkonceptet 2011 var att nio olika TV-profiler var värdar för varsin grillkväll med inbjudna gäster.
Sommaren 2013 gjordes fem program i Malmö med Anne Lundberg som programledare och fem program i Göteborg med Rickard Olsson.
| Säsong                  | Programvärd | Plats                                             |
| ----------------------- | --- | ------------------------------------------------- |
| 2009–2010               | Anne Lundberg | Ystad Saltsjöbad                                  |
| 2011                    | Olika varje avsnitt: André Pops, Ebba von Sydow Kleberg, Erik Haag, Linda Nyberg, Lisbeth Åkerman, Marie Serneholt, Rickard Olsson, Lotta Bromé, Niklas Källner | Stockholm                                         |
| 2013                    | Anne Lundberg, Rickard Olsson | Västra hamnen, Malmö, Norra Älvstranden, Göteborg |
| 2014–2015[källa behövs] | Rickard Olsson | Trädgår'n, Göteborg                               |
| 2016–2017               | Rickard Olsson | Älvstranden, Göteborg                             |